# Schizoprymnus phillipsi
Schizoprymnus phillipsi är en stekelart som beskrevs av Henry Lorenz Viereck 1911. Schizoprymnus phillipsi ingår i släktet Schizoprymnus och familjen bracksteklar. Inga underarter finns listade i Catalogue of Life.